# Calvörder Forst
Als Calvörder Forst bezeichnet man das waldreiche Gebiet südlich von Calvörde, einschließlich des Waldgebiets Isernhagen zwischen Velsdorf und Calvörde.

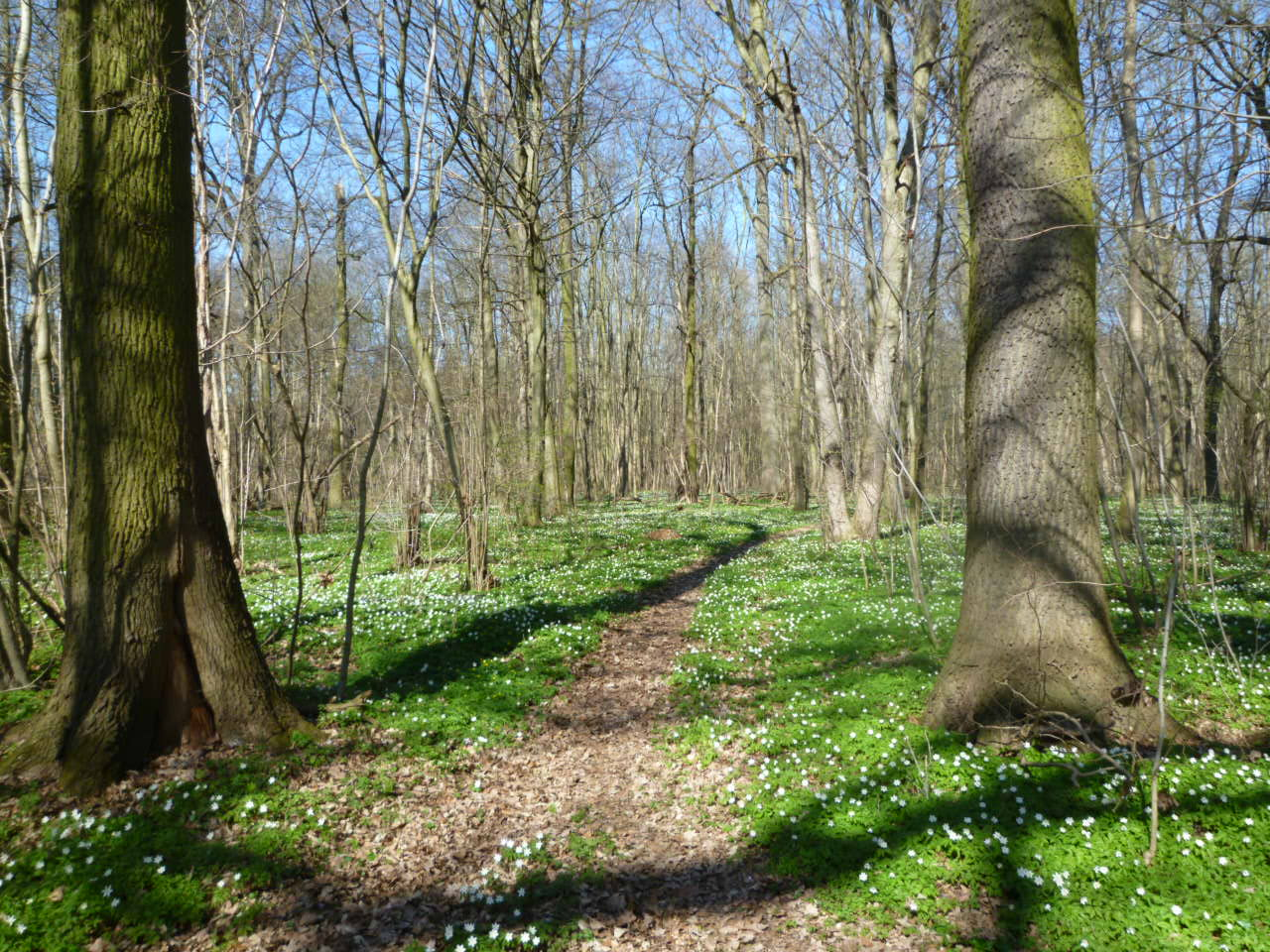
Rantenhorst im Frühling

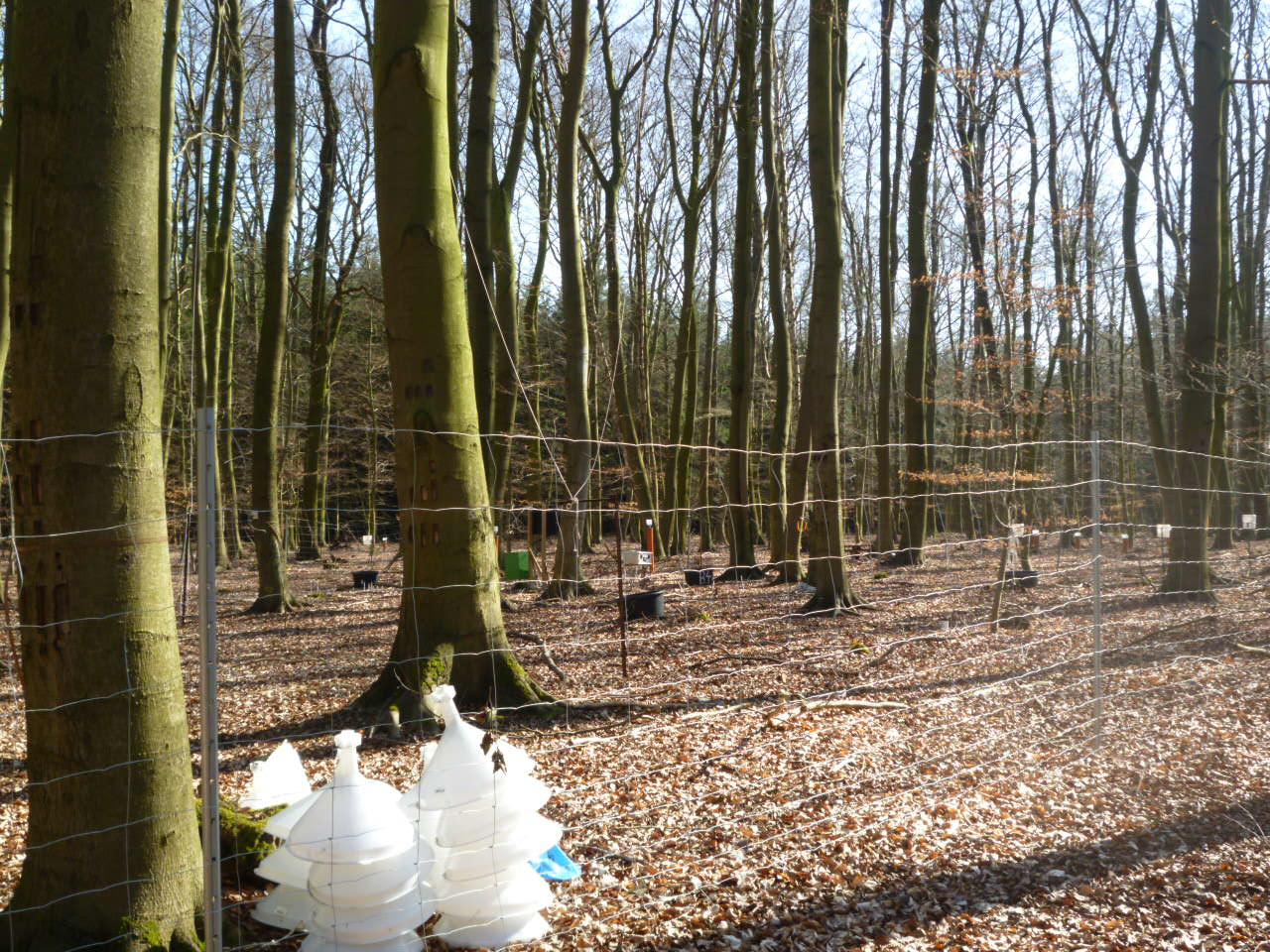
Forschungsfeld im Isernhagen

## Lage
Dieser Forst liegt in der Gemarkung von Calvörde. Er erstreckt sich vom Grieps (im Norden) bis zum Schwarzen Pfuhl (im Süden) bei Bülstringen und von Wegenstedt (im Westen) bis nach Uthmöden (im Osten). Nördlich der Rantenhorst liegt die Zobbenitzer Pax, sie ist Bestandteil der Klüdener Pax-Wanneweh und damit die Nordgrenze des Calvörder Forsts.

### Unterteilung der Forst
- Schierholz
- Rantenhorst
- Isernhagen
- Schwarzer Pfuhl
- Grieps
- Dorster Forst
- Portzelsgehäge
- Neuegehäge
- Altegehäge
- Claragrete
- Reiher Kolonie
- Kaisergrund

## Besonderheiten
Es finden sich noch heute im Calvörder Forst Grenzsteine aus der Zeit als Calvörde zum Herzogtum Braunschweig gehörte. Ebenso verläuft die Klare Grete, ein fast ausgetrockneter Fluss, an der Südgrenze des Forsts bei Wieglitz. Auch im Forst befinden sich die meisten Calvörder Berge, die zugleich auch die südlichsten und höchsten des Höhenzuges sind, wie der Rabenberg oder der Mörderberg.

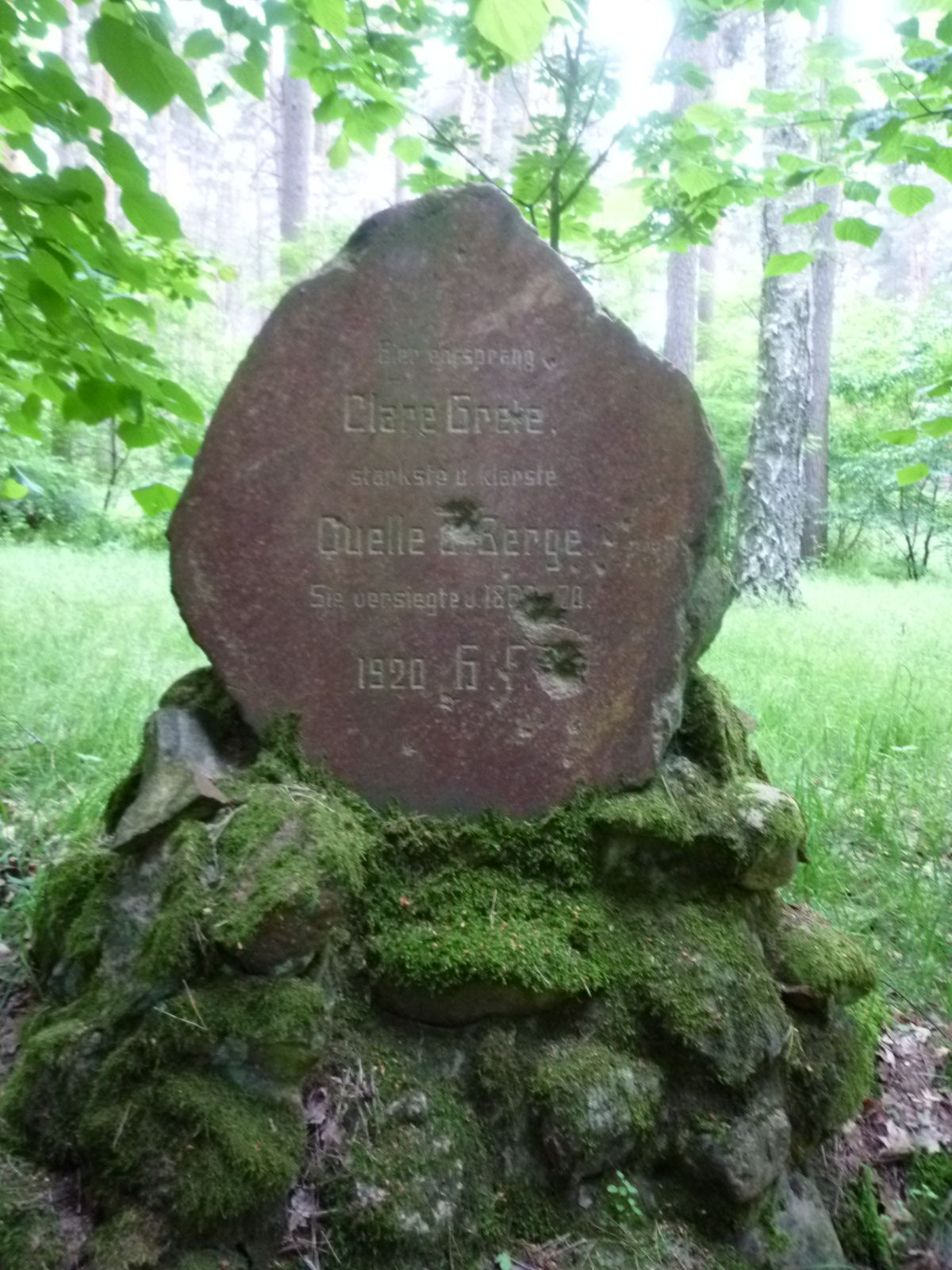
Gedenkstein für den fast ausgetrockneten Fluss Klare Grete
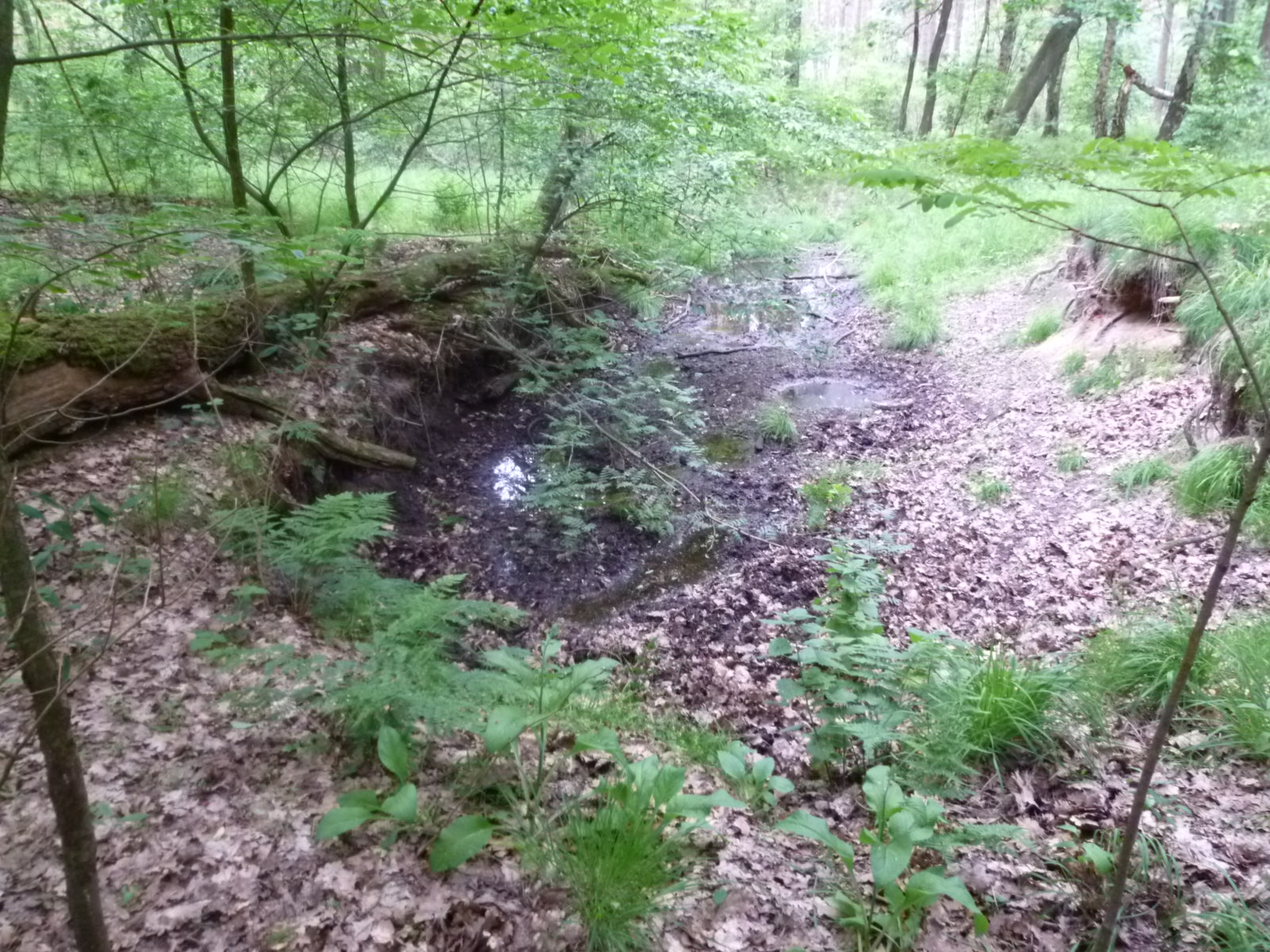
Die Klare Grete
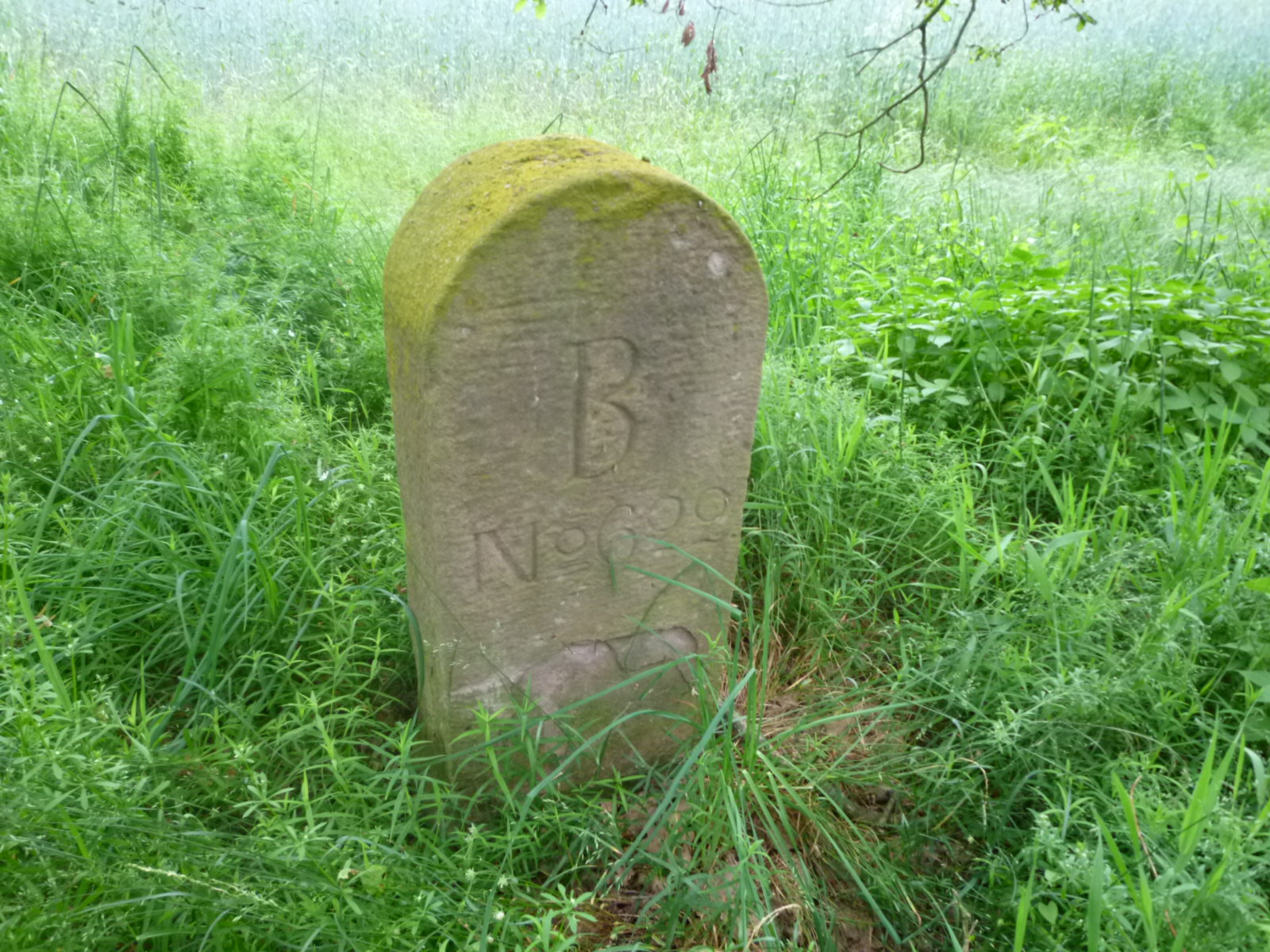
Grenzstein im Calvörder Forst
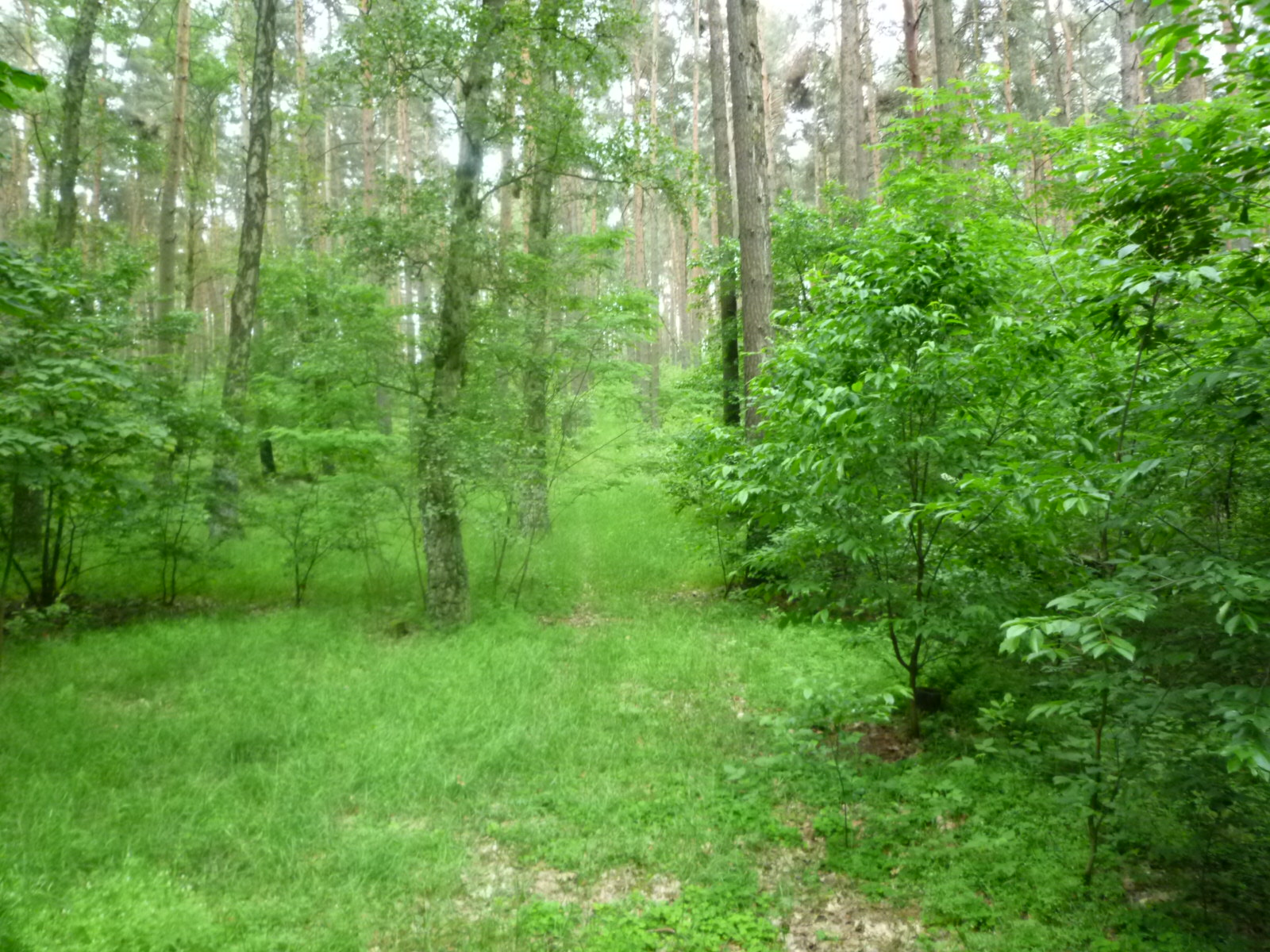
Blick zum Cloridenberg
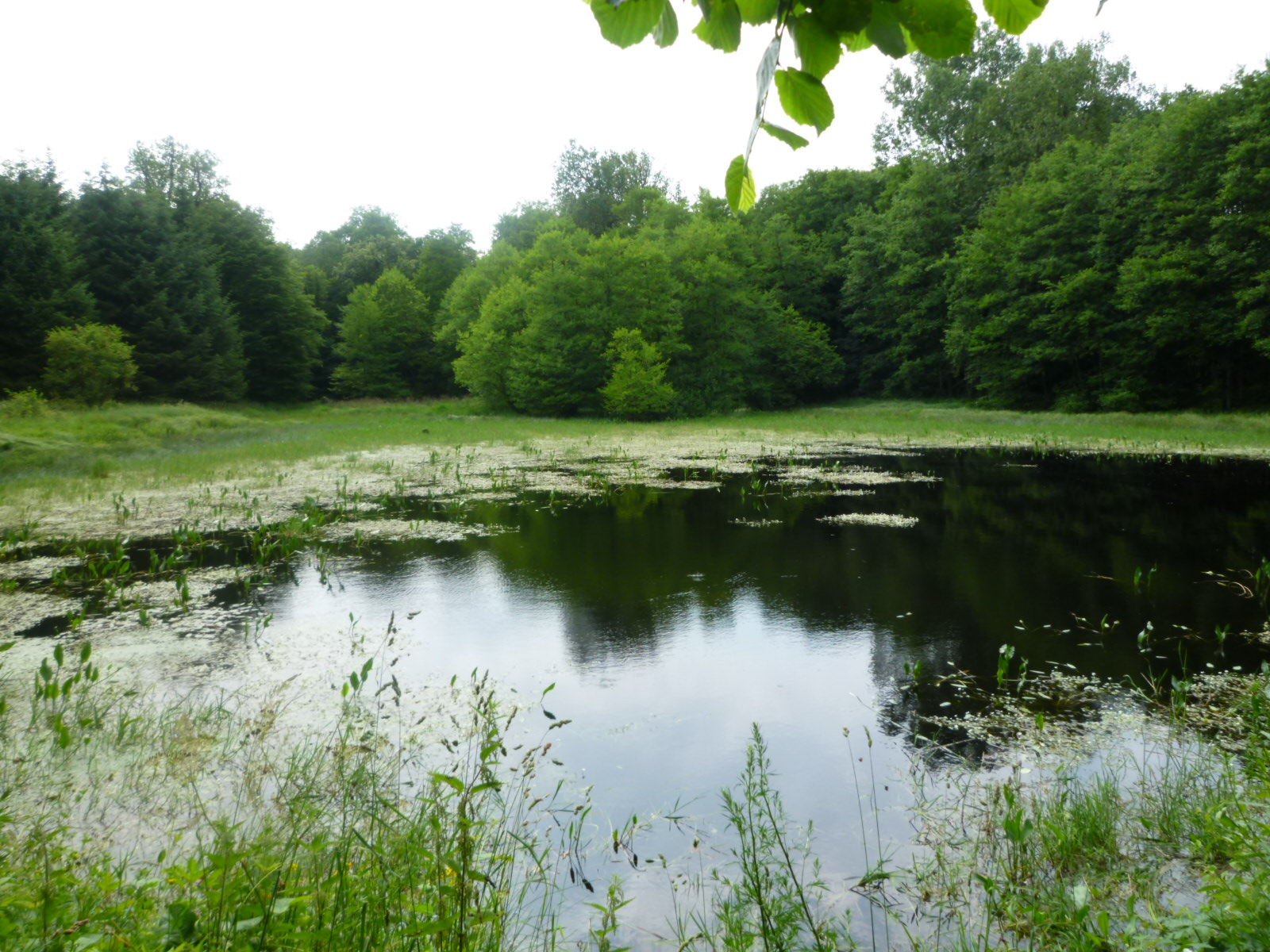
Der Isernhagen See in Calvörde

## Name
Der Name des Waldgebietes änderte sich im Laufe der Jahrhunderte. Als der Calvörder Forst zum Herzogtum Braunschweig gehörte, hieß er Herzoglicher Forst Calvörde. Um das Jahr 1900 lautet der Name Staatsforst Calvörde. Heute trägt er den Namen Calvörde Forst.